# Azok a fiúk
Az Azok a fiúk magyar rockegyüttes.

## Története
1990-ben alakultak. Rögtön megnyerték a ´Rock gyermekei´ tehetségkutató pályázatot. 1990-ben közönségszavazatok alapján az ´Év Felfedezettje´ díjat kapták. 1992-ben klipforgatás közben az együttest Görögországban letartóztatták, mert a hatóság azt hitte, hogy pornófilmet forgatnak. 1992-ben Török Tamás, Magyar Zsolt, később Mátyás Szabolcs távozott. Török a Bang Bang, majd a Bon-Bon zenekarba igazolt. 1994-ben Szerdahelyi új tagokkal újjáélesztette az együttest. 
Szerdahelyi László 2020. július 12-én, Mátyás Szabolcs pedig 2025. június 18-án elhunyt. 

## Albumok
- 1991 – Azok a Fiúk (Proton Records)
- 1992 – II. (Rózsa Records)
- 1994 – Ártatlan évek (Warner-Magneoton)